# Les Puelles
Les Puelles és un poble agregat al municipi d'Agramunt, a la comarca de l'Urgell. Té l'església i dues cases pairals del segle xvii. El terme pertanyia als senyors de Puigverd. La vila té l'origen en un castell medieval, el Castell de les Puelles, i el nucli actual es formà bàsicament al segle xviii. Vers el dia 20 de gener és la festa major de Sant Sebastià i el primer cap de setmana d'agost la festa major de Sant Domènec.
Les Puelles com a població va ser municipi en solitari fins a 1857 moment en què es va crear el municipi de Doncell conjuntament amb les poblacions veïnes de la Donzell d'Urgell, Montclar d'Urgell i Rocabertí de Sant Salvador, fins que finalment el 1970 totes les poblacions del municipi de Doncell van passar a formar part del municipi d'Agramunt.